# نيرجيس مافالفالا
نيرجيس مافالفالا (من مواليد 1968) عالمة فيزياء فلكية باكستانية أمريكية معروفة بدورها في أول ملاحظة لموجات الجاذبية. وهي أستاذ كورتيس وكاثلين ماربل للفيزياء الفلكية في معهد ماساتشوستس للتكنولوجيا (MIT)، حيث تشغل أيضًا منصب عميدة كلية العلوم بالجامعة. وكانت سابقًا رئيسة مشاركة لقسم الفيزياء حصلت على زمالة ماك آرثر في عام 2010.
اشتهرت مافالفالا بعملها على اكتشاف موجات الجاذبية في مشروع مرصد موجات الجاذبية بالليزر (LIGO)، وحصلت أيضًا على نتائج بارزة في مشاكل الفيزياء الأخرى التي تطورت من ليجو على سبيل المثال أجرت تجارب رائدة على التبريد بالليزر للأجسام العيانية وتوليد حالات الضوء الكمومية المضغوطة.

## الحياة الشخصية
ولدت مافالفالا في لاهور لكنها نشأت في المقام الأول في كراتشي في باكستان. حضرت دير يسوع وماري، وفي كراتشي حصلت على مؤهلاتها من المستوى O والمستوى A. ثم انتقلت إلى الولايات المتحدة في عام 1986 وسجلت في كلية ويلسلي حيث حصلت على درجة البكالوريوس في الفيزياء وعلم الفلك عام 1990. وقبل تخرجها في عام 1990 شاركت مافالفالا وأستاذها في الفيزياء روبرت بيرج في تأليف بحث في مجلة المراجعة المادية ب: المادة المكثفة. كما ساعدت في إنشاء مختبره، ثم انضمت إلى مجموعة الدكتور راينر فايس في قسم الفيزياء بمعهد ماساتشوستس للتكنولوجيا وحصلت على درجة الدكتوراه في عام 1997.
ولدت في أسرة بارسي، وكانت مافالفالا الطفلة الأصغربين الطفلين. وكان والداها يثمنان عاليا الخبرات التعليمية لبناتهم وشجعوا مافالفالا على متابعة التعليم العالي في الخارج. كانت مافالفالا دائمًا مهتمة بالرياضيات والعلوم عندما كانت طفلة، وكانت تعتقد أنها جيدة في جوهرها على عكس العلوم الإنسانية.  نشأت مافالفالا في الديانة الزرادشتية. مافالفالا وزوجها لديهما طفلان ويقيمان في كامبريدج في ماساتشوستس في الولايات المتحدة. لدى مافالفالا عائلة ممتدة في في كراتشي وقد زارت المدينة في عام 2010.
نظرًا لكونها مثلية وباكستانية علنًا، فإن مافالفالا تتلقى الكثير من الأسئلة بناءً على هويتها وجذورها. لم تكن مافالفالا على علم بتوجهها الجنسي إلا بعد الكلية. تبرز على أنها مهاجرة من باكستان وتصف نفسها بأنها «شخص غريب الأطوار ملون». كثيرًا ما تُسأل مافالفالا عن أدوار الجنسين وكيف تمكنت من اختراق الحاجز وتمكنت من متابعة المهنة التي تختارها. في مقابلة مع صحيفة داون الباكستانية، قالت مافالفالا: «لقد نشأت في أسرة لم تُلاحظ فيها الأدوار النمطية للجنسين حقًا». تتحدث أيضًا عن قدرة الأفراد في باكستان على كسر هذه الأدوار والوصمات الجنسانية: «يجب أن يكون أي شخص قادرًا على القيام بهذه الأشياء وأنا دليل على ذلك لأنني كل تلك الأشياء مع المزيج الصحيح من الفرص كان من الممكن بالنسبة لي أن أفعل ذلك.»
غالبًا ما يُنظر إلى مافالفالا على أنها نموذج يحتذى به للعالمات الطموحات من شبه القارة الهندية.عندما كانت طفلة صغيرة كانت مافالفالا تشارك دائمًا في عمل مفيد، ولم تكن ملزمة بأدوار الجنسين النمطية في ثقافة شبه القارة الهندية بسبب الطريقة التي نشأت بها وأختها. صرحت مافالفالا أن الكثير من نجاحها تم اعتماده لموجهين جيدين في كل من الولايات المتحدة وباكستان شجعوا قدرتها الأكاديمية. صرحت مافالفالا في مقابلة تلفزيونية في عام 2016 أنه «عندما يتاح للجميع الوصول إلى التعليم فإن كل الأشياء الأخرى تأتي في مكانها الصحيح وعليك أن تفعل ما يسعدك يجب أن تجد طريقة للقيام بذلك. يجب على الناس أن يفعلوا ما يستمتعون به أكثر، وأعتقد أنه بالنسبة للمجتمع بأسره سواء كان ذلك في باكستان أو في أي مكان آخر علينا أن نخلق فرصًا للفتيات الصغيرات للقيام بما يبرعن فيه وفعل ما يحلو لهن يجب أن ينمي الشعور بالتساؤل لدى الطفل».

## الحياة المهنية
قامت بعمل الدكتوراه كطالبة دراسات عليا في معهد ماساتشوستس للتكنولوجيا تحت إشراف الدكتور راينر فايس حيث طورت مافالفالا نموذجًا أوليًا لمقياس التداخل الليزري للكشف عن موجات الجاذبية. بعد التخرج من المدرسة كانت باحثة ما بعد الدكتوراه ثم عالمة أبحاث في معهد كاليفورنيا للتكنولوجيا، وبدأت عملها بخلفية الميكروويف الكونية ثم عملت في النهاية على ليجو. تركز مافالفالا بشكل أساسي على مجالين من مجالات الفيزياء: الموجات الجاذبية والفيزياء الفلكية وعلم القياس الكمي. انضمت د.مافالفالا إلى كلية الفيزياء بمعهد ماساتشوستس للتكنولوجيا في عام 2002. وفي عام 2017 تم انتخابها في الأكاديمية الوطنية للعلوم.

### كشف موجات الجاذبية
كانت مافالفالا من بين فريق العلماء الذين لاحظوا لأول مرة تموجات في نسيج الزمكان تسمى موجات الجاذبية. تعمل مافالفالا على موجات الجاذبية منذ عام 1991. تم الإعلان عنه للجمهور في 11 فبراير 2016. وأكد الاكتشاف تنبؤًا رئيسيًا لنظرية النسبية العامة لألبرت أينشتاين عام 1915.
بعد الإعلان عن الملاحظة أصبحت عالمة مشهورة على الفور في مسقط رأسها في باكستان. في حديثها للصحافة قالت «أننا نشهد حقًا افتتاح أداة جديدة لممارسة علم الفلك»
خلال مقابلة مع صحيفة داون الباكستانية بعد الكشف عن موجات الجاذبية زعمت أنها شعرت بالحيرة من الاهتمام العام بأبحاثها في باكستان. قالت «لقد فكرت حقًا في ما أريد أن يعرفه الناس في باكستان لأنني حظيت ببعض الاهتمام هناك. يجب أن يكون أي شخص قادرًا على النجاح - سواء كنت امرأة أو أقلية دينية أو ما إذا كنت مثلي الجنس. فذلك لا يهم». وفي بيان لرئيس وزراء باكستان نواز شريف أشاد رئيس الوزراء بمافالفالا ووصفها بأنها مصدر إلهام للعلماء الباكستانيين والطلاب الطامحين لأن يصبحوا علماء المستقبل كما ذكر أن «الأمة كلها فخورة بمساهمتها القيمة».
في 20 فبراير 2016 أرسل سفير باكستان إلى سفير الولايات المتحدة جليل عباس جيلاني رسالة تهنئة من حكومة باكستان إلى مافالفالا لإنجازها المتميز في مجال الفيزياء الفلكية كما دعاها إلى زيارة باكستان مرة أخرى.فقبلتها.

### التبريد بالليزر
يمكن أن يساعد التبريد البصري للمرايا إلى الصفر المطلق تقريبًا في التخلص من ضوضاء القياس الناتجة عن الاهتزازات الحرارية. ركز جزء من عمل مافالفالا على توسيع تقنيات التبريد بالليزر لتبريد الأجسام الضخمة بصريًا واحتجازها سواء بالنسبة لمشروع ليجو أو للتطبيقات الأخرى مثل تمكين مراقبة الظواهر الكمومية في الأجسام العيانية وتضمنت أبرز النتائج التي من مجموعتها في هذا المجال تبريد جسم بمقياس سنتيمتر إلى درجة حرارة 0.8 كلفن ومراقبة بندول يبلغ وزنه 2.7 كيلوجرام بالقرب من حالته الأرضية الكمية. وتضع هذه التجارب الأسس لمراقبة السلوك الكمومي في الأجسام ذات الحجم البشري.

### حالات الضوء الكمومية
عملت مافالفالا أيضًا على تطوير كمية حالات غريبة من الضوء وعلى وجه الخصوص توليد الضوء في حالات متماسكة مضغوطة. من خلال حقن مثل الحالات في مقياس تداخل ميكلسون على مقياس كيلومتر من كاشفات ليجو، حسنت مجموعتها حساسية الكاشف بشكل كبير عن طريق تقليل الضوضاء الكمومية مثل هذه الحالات المضغوطة لها العديد من التطبيقات الأخرى في الفيزياء التجريبية.

## الجوائز والتقدير
- في عام 2017 فازت مافالفالا بأول جائزة لاهور للتكنولوجيا أطلقتها جامعة تكنولوجيا المعلومات[38][39]
- في عام 2017 كرمت مؤسسة كارنيجي في نيويورك مافالفالا كواحدة من الفائزين بجوائز المهاجرين العظماء. تذهب الجوائز إلى «المواطنين المتجنسين الذين قدموا مساهمات ملحوظة في تقدم المجتمع الأمريكي».[40]
- في عام 2016 حصلت على جائزة جروبر في علم الكونيات[41]
- في عام 2016 حصلت على جائزة الاختراق الخاصة في الفيزياء الأساسية.[42]
- في عام 2014 أصبحت في مرتبة زميل قسم[43]
- في عام 2013 حصلت على جائزة جوزيف ف.كيثلي للتقدم في علوم القياس من الجمعية الفيزيائية الأمريكية[44]
- في عام 2010 أصبحت في مرتبة زميل ماك آرثر[45]
- في عام 2010 أصبحت في مرتبة زميل الجمعية الفيزيائية الأمريكية[46]
- في عام 2007 حصلت على جائزة إدجيرتون لإنجاز أعضاء هيئة التدريس في معهد ماساتشوستس للتكنولوجيا[47]
- في عام 2005 حصلت على زمالة سلون البحثية [48]
- في عام 1990 حصلت على جائزة فيليس فليمنج للتميز في الفيزياء [49]

## القراءة المتعمقة
- جانجولي، برابارنا. "لقاء فيزيائي يكسر الحواجز ويصطاد الجاذبية بالليزر". العلوم الضخمة. جامعة نورث إيسترن. مؤرشف من الأصل في 2021-02-23.

## الروابط الخارجية
- Nergis Mavalvala - قسم الفيزياء بمعهد ماساتشوستس للتكنولوجيا
- نيرجيس مافالفالا - مؤسسة ماك آرثر
- 2013 جائزة جوزيف ف. كيثلي للتقدم في متلقي علوم القياس
- Nergis Mavalvala